# San José de Carrasco
San José de Carrasco ist eine Stadt in Uruguay.

## Geographie
Die Küstenstadt befindet sich im südlichen Teil des Departamento Canelones in dessen Sektor 37. Sie grenzt dabei mit ihrer Südostseite an den Río de la Plata. Am sich nach Nordosten fortsetzenden Küstenabschnitt schließt unmittelbar Lagomar an während im Südwesten Shangrilá eine gemeinsame Stadtgrenze mit San José de Carrasco hat.

## Infrastruktur
San José de Carrasco liegt an der Südseite der Ruta Interbalnearia in dem Bereich, in dem diese von der Ruta 101 abzweigt.

## Einwohner
Die Einwohnerzahl von San José de Carrasco beträgt 7.288 (Stand 2011).
| Jahr | Einwohner |
| ---- | --------- |
| 1963 | 998       |
| 1975 | 2.591     |
| 1985 | 3.967     |
| 1996 | 6.068     |
| 2004 | 6.886     |
| 2011 | 7.288     |

Quelle: Instituto Nacional de Estadística de Uruguay